# Iconografia urbana
L'iconografia urbana è parte del più vasto settore dell'iconografia, termine usato sia estensivamente per indicare l'insieme delle rappresentazioni figurative di un determinato soggetto, sia (all'interno della storia dell'arte) per indicare lo studio della descrizione dei temi raffigurati nelle opere figurative. L'iconologia ha invece lo scopo di interpretare gli stessi temi. Secondo Erwin Panofsky l'iconografia mira "a decifrare il soggetto sia in modo diretto che indiretto di una figurazione" ed è quindi "di incalcolabile aiuto per fissare, date stabilire provenienze, eventualmente assicurare l'autenticità delle opere: e naturalmente fornisce la base necessaria per ogni interpretazione successiva".

## L'iconografia urbana come metodologia di studio
Lo studio dell'iconografia urbana ha conosciuto negli ultimi trent'anni uno sviluppo ed un rilievo sempre crescenti in ambiti diversi, ma soprattutto all'interno degli studi di storia urbana, di cui ha costituito uno degli approcci più innovativi. L'iconografia urbana ha per soggetto la città, un organismo complesso e dinamico che è l'espressione materiale di idee sociali, di esigenze individuali e collettive come l'abitare, il professare la religione, il riunirsi per scopi ricreativi, economici o politici, esigenze a cui società diverse hanno dato diverse soluzioni. Per poterne interpretare l'immagine è necessaria quindi una conoscenza approfondita dei suoi meccanismi di evoluzione, così come della cultura che su di essa si è formata. 
L'immagine stessa occupa una posizione nella storia più vasta dei manufatti figurativi e decifrare il suo codice rappresentativo è un'operazione indispensabile per assicurarne una lettura corretta ed un uso appropriato. Dopo che è stata portata alla luce e catalogata la produzione relativa alle singole città sono divenute oggetto d'indagine le metodologie di costruzione delle immagini, i linguaggi utilizzati, le tecniche e gli strumenti, i rapporti tra descrizione letteraria e figurativa, i rapporti tra struttura materiale e rappresentazione. L'impiego di computer e strumenti informatici ha aperto nuove e promettenti prospettive d'indagine. Oggi, grazie ai risultati di numerosi studi, l'iconografia urbana si è smarcata dalla posizione di disciplina sussidiaria alla storia urbana, per conquistare una piena dignità e uno spazio autonomo nel mondo della ricerca.

## Stato dell'arte
Raccolte sistematiche di immagini relative alle singole città sono state pubblicate fin dall'inizio del secolo XX, ma più recente è la considerazione dell'iconografia urbana come una metodologia di studio. Dopo la pubblicazione dell'Atlante della Storia d'Italia (Einaudi, Torino, 1976) e di una collana editoriale con queste finalità ("Le città nella storia d'Italia", editori Laterza, Bari, dal 1980) in tempi più recenti si sono aperte nuove e più feconde direzioni di ricerca. Il tema è stato dibattuto in molti convegni e tavole rotonde, alcuni dei quali sono stati pubblicati in atti. Relazioni sull'iconografia urbana sono state presentate nelle apposite sezioni delle più ampie biennali “International Conferences on the History of Cartography”.
Le singole città hanno iniziato a promuovere indagini sulla propria iconografia e a produrre mostre, talvolta allargate a contesti più ampi, che sono state affiancate da ricchi cataloghi.
Negli anni ottanta il tema ha trovato ampio spazio all'interno di studi sulla cartografia topografica, ma è solo negli anni novanta che le ricerche sono state sufficientemente mature perché si potessero compiere studi di sintesi.

## Archivi online
Molte immagini di città sono disponibili online in alta o bassa risoluzione ma senza esaustive informazioni storiche. Dalle ricerche di iconografia urbana sono nati due siti-web: quello del Centro Interdipartimentale di Ricerca sull'Iconografia della Città Europea di Napoli e l'Atlante storico iconografico delle città toscane ospitato dall'Università di Pisa.